# Remington Модель 572 Fieldmaster
Remington Модель 572 Fieldmaster — помпова гвинтівка під набій .22 калібру (кільцевого запалення), яку випускала компанія Remington Arms. Гвинтівка була представлена в 1956 році. Модель 572 Fieldmaster має трубчастий магазин, який можна заряджати набоями кільцевого запалення .22 Short, .22 Long або .22 Long Rifle, поперечний запобіжник затвора та алюмінієву сталеву коробку з канавками для кріплення прицілу. Оригінальна модель Fieldmaster має ствол довжиною 22.75 дюйми.  В Моделі 572 використано багато розробок, які вперше з'явилися в дробовику Remington Модель 870 і замінила Модель 121 Fieldmaster в якості помпової магазинної гвинтівки під набій кільцевого запалення.

## Варіанти
Модель 572A Fieldmaster
Представлено в 1956 році. Модель 572A мала ствол довжиною 22,75 дюйм (57,8 см), ложу з пістолетним руків'ям з твердих порід дерева без насічки та рифленою цівкою. Знята з виробництва в 1988 році.
Модель 572SB
Представлено в 1961 році 572 SmoothBore (Садова Зброя) має таку саму конфігурацію як і Модель 572A окрім гладкого ствола. Знята з виробництва в 1979 році.
Модель 572 BDL
В 1966 році компанія Remington представила гвинтівку BDL або "Deluxe" на додачу до 572A та 572SB. BDL мав рампову мушку із золотим намистом, повністю регульований целик, змодельований за зразком прицілу гвинтівки Remington 700 для полювання на велику дичину, а також високоякісну цівку з горіху та приклад з прямим гребнем з рельєфною насічкою. В 1991 році горіховий приклад версії BDL Deluxe отримав гребень Монте-Карло з упором для щоки для покращення при стрільбі з використанням телескопічного прицілу, а вдавлена насічка була змінена на насічку машинної нарізки.  У 2017 році після скарг на високий гребень Монте-Карло, який заважав вести вогонь за допомогою відкритих прицілів, Remington повернули прямий гребінь на прикладі для гвинтівок BDL.  Зараз випускають лише варіант BDL Моделі 572.